# Regina Wamper
Regina Wamper (* in Aachen) ist eine deutsche Politologin. Sie ist Mitarbeiterin des Duisburger Instituts für Sprach- und Sozialforschung.

## Leben
Wamper studierte Germanistik und Politikwissenschaften an der Universität Duisburg (M.A. 2007). Sie ist wissenschaftliche Mitarbeiterin am Duisburger Institut für Sprach- und Sozialforschung (DISS), ist Mitglied des dortigen Arbeitskreises Rechts und der Diskurswerkstatt und forscht diskursanalytisch zum Neonazismus, zur extremen und christlichen Rechten sowie zum Antisemitismus und -judaismus. Gefördert durch ein Promotionsstipendium der Rosa-Luxemburg-Stiftung (RLS) promoviert sie derzeit am Institut für Politische Wissenschaften der RWTH Aachen zum Thema Geschlechterkonstruktionen in extrem rechter Publizistik und deren Relevanz für extrem rechte Diskurse (Betreuung: Emanuel Richter). Sie veröffentlichte u. a. im Antifaschistischen Infoblatt und in der Reihe Standpunkte der RLS.

## Schriften (Auswahl)
- Das Kreuz mit der Nation. Christlicher Antisemitismus in der Jungen Freiheit (= Edition DISS. Bd. 18). Unrast Verlag, Münster 2008, ISBN 978-3-89771-747-3.
- mit Helmut Kellershohn, Martin Dietzsch (Hrsg.): Rechte Diskurspiraterien. Strategien der Aneignung linker Codes, Symbole und Aktionsformen (= Edition DISS. Band 28). Unrast, Münster 2010, ISBN 978-3-89771-757-2.
- mit Ekaterina Jadschenko, Marc Jacobsen (Hrsg.): „Das hat doch nichts mit uns zu tun!“ Die Anschläge in Norwegen in deutschsprachigen Medien (= Edition DISS. Bd. 30). Unrast, Münster 2011, ISBN 978-3-89771-759-6.
- mit Sebastian Friedrich, Jens Zimmermann (Hrsg.): Der NSU in bester Gesellschaft. Zwischen Neonazismus, Rassismus und Staat (= Edition DISS. Bd. 37). Unrast, Duisburg 2015, ISBN 978-3-89771-766-4.